# Бурштинський енергоострів

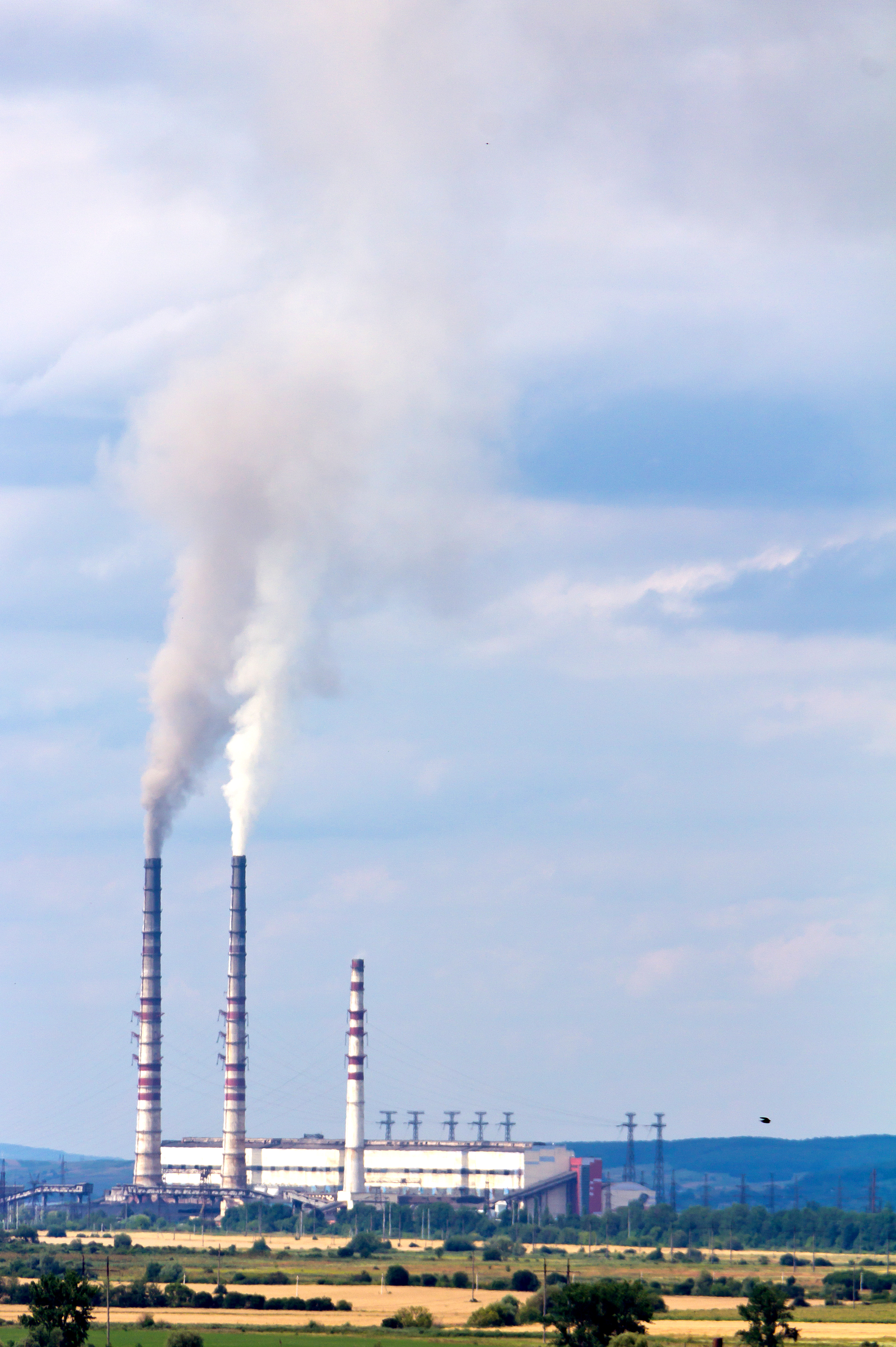
Бурштинська ТЕС — основна генеруюча потужність колишнього енергоострова

Буршти́нський енергоо́стрів, інколи Буршти́нський о́стрів) — умовна у минулому виокремлена територія енергосистеми України, на якій розташовані електричні мережі Бурштинської електростанції, разом з прилеглою до неї електромережею та власними споживачами електроенергії в межах Закарпатської і частково Івано-Франківської та Львівської областей. Бурштинський енергоострів, на відміну від решти електромереж України, був під'єднаний до електромереж країн ЄС і дозволяв експортувати українську електроенергію за кордон. Енергоострів створено 1 липня 2002 року, 26 лютого 2022 року приєднаний до української енергетичної системи, із приєднанням України до ENTSO-E енергоострів припинив своє існування 16 березня 2022 року.

## Історія
Реалізація програми інтеграції південно-західної частини ОЕС України, так званого «острова Бурштинської електростанції», в об'єднання енергосистем країн Європи UCTE здійснювалося НЕК «Укренерго». Розробка програми розпочалася в 1995 році спільно з європейськими енергосистемами та енергогенерувальною компанією ВАТ «Західенерго» і завершилась включенням «острова» на паралельну роботу з енергооб'єднанням UCTE 1 липня 2002 року.
Перед приєднанням до ENTSO-E Україна планово мала провести декілька днів автономної роботи у весняний та літній періоди, на які передбачалось від'єднання енергоострова від енергосистеми Європи та приєднання до української енергосистеми для вивчення функціонування об'єднаної енергосистеми в ізольованому режимі. 26 лютого 2022 року у рамках планових тестових випробувань енергосистему України було від'єднано від об'єднаної енергосистеми Білорусі та Росії, назад планового приєднання до енергосистем ворожих країн не відбулось з етичних та безпекових міркувань, а енергосистема України замість планових декількох днів ізольованого режиму пропрацювала 2 тижні. З аварійним пришвидшеним приєднанням України до ENTSO-E енергоострів припинив своє фактичне існування.

## Потужності
«Острів» утворювала Бурштинська електростанція ВАТ «Західенерго» (Івано-Франківська обл.) разом з прилеглою до неї електромережею та власними споживачами електроенергії в межах Закарпатської, північного заходу Івано-Франківської та півдня Львівської областей і охоплює територію площею 27 тис. км² з населенням близько 3 млн людей.
Покриття навантаження споживачів «острова» здійснювалось, крім Бурштинської ТЕС, Калуською теплоелектроцентраллю (Івано-Франківська обл.) і Теребле-Ріцькою гідроелектростанцією (Закарпатська обл.), незначною кількістю СЕС та ВЕС, а загальна наявна генерація яких оцінювалась в 1950 МВт.
В «острові» були сформовані електричні зв'язки з країнами UCTE, а також з Румунією на напрузі 220, 400 і 750 кВ, а саме:
- з угорською енергосистемою: одна ЛЕП 750 кВ «Західноукраїнська — Саболчбака», одна ЛЕП 400 кВ, дві ЛЕП 220 кВ;
- зі словацькою енергосистемою: одна ЛЕП 400 кВ;
- з румунською енергосистемою: одна ЛЕП 400 кВ.

У складі мережі «острова» задіяні сім ПС напругою 220 і 400 кВ сумарною трансформаторною потужністю 1800 МВА та автотрансформатор 750/330 кВ потужністю 1000 МВА на ПС 750 кВ Західноукраїнська. Довжина ЛЕП «острова» складає: 750 кВ — 209 км, 400 кВ — 340 км, 330 кВ — 42 км, 220 кВ — 600 км.

## Досягнення
У ході реалізації програми модернізації об'єктів «острова» для доведення їх до стандартів UCTE і забезпечення надійності режиму паралельної роботи та належної якості, у тому числі рівня напруги в мережі впроваджено системи:
- регулювання частоти та потужності на базі комп'ютеризованого центрального регулятора;
- збору і передачі телеінформації та волоконно-оптичних ліній зв'язку, що забезпечило використання цифрових технологій, значно збільшило обсяги, швидкість і географію передачі телеінформації, а також інтегрувало частину телекомунікаційної мережі Західної ЕС в телекомунікаційну мережу країн енергооб'єднання UCTE;

а також встановлено:
- апаратуру релейного захисту фірми Siemens;
- три фази шунтувальних реакторів 750 кВ фірми АВВ на ПС 750 кВ «Західноукраїнська».

Реалізація цієї програми створила передумови для збереження позицій України на Європейському ринку електроенергії та нарощування експорту електроенергії, наблизила оснащеність електромережі засобами регулювання параметрів і автоматизації процесів до сучасного світового рівня, забезпечила належну якість електроенергії, а також підвищила надійність електропостачання споживачів регіональної енергосистеми, мінімізувала наслідки аварій завдяки можливості взаємодопомоги в аварійних ситуаціях.
Підготовка до паралельної роботи «острова» з UCTE і п'ятирічний досвід роботи в цьому режимі підтверджує належний стан обладнання і рівень оперативно-диспетчерського управління українською енергосистемою та високий професійний рівень українських енергетиків.
Станом на 2019 рік були створені можливості транскордонного перетікання: Україна — Румунія (200 МВт), Румунія — Україна (200 МВт); Україна — Угорщина (455 МВт), Угорщина — Україна (450 МВт); Україна — Словаччина (400 МВт) та Словаччина — Україна (400 МВт). Технічна можливість перетікання Бурштинський енергоострів — країни ЄС складає 650 МВт (до 5700 млн кВт-год на рік).

## Припинення роботи
24 лютого 2022 року енергоострів припинив своє існування через приєднання до енергосистеми України, а 16 березня 2022 року енергосистема України була приєднана до енергосистеми Європи (ENTSO-E).